# デイヴ・スチュワート (ギタリスト)
デイヴ・スチュワート（Dave Stewart 、David Allan Stewart 、1952年9月9日 - ）は、イギリスのミュージシャン、ギタリスト、音楽プロデューサー。ユーリズミックスのメンバー。
タインアンドウィア州サンダーランド出身。

## 略歴
12歳の時に、膝の骨折事故を起こし長期入院したことがきっかけでギターを始める。
1960年代の後半には地元に来たロック・ミュージシャンのコンサートに足繁く通い、ブレイクする以前だったジミ・ヘンドリックスのギグを観たり、ティラノザウルス・レックス時代のマーク・ボランと楽屋でのセッションも経験した。15歳の時にはフォーク・ロックバンドのツアーにローディーとしてついて行ってしまったというエピソードもある。
後に友人と共にハリソン＆スチュワートというデュオを結成し、地元のインディーズレーベル、マルチレコードからシングル「Deep December」をリリース。自身初のレコードとなった。1971年にはハリソン＆スチュワートに新たなメンバーを加え、ロングダンサーというフォーク・ロックのバンドを結成。1972年にはエルトン・ジョンのロケット・レコード・レーベルと契約し2枚のアルバムをリリースするも、バンドは売れずヨーロッパ中をツアーする日々を送る。
1973年から1974年にはプラチナム・ウィアード (Platinum Weird)というバンドで活動。ミック・ジャガーのバースデーパーティーでのデビューギグの機会を得て、前述のロケット・レコード・レーベルとの契約も果たす。しかしデビュープロジェクトが順調に進む最中でボーカリストが突如失踪。バンドは解散してしまい、このことへのショックから以後荒んだ生活を送る。
やがてドラッグ摂取と交通事故で肺を痛め、ロンドンの病院に担ぎ込まれる。ここで同郷サンダーランド出身のピート・クームスと出会い意気投合。1976年にはピートと訪れたレストランにてアニー・レノックスと出会い、3人でザ・キャッチを結成する。程なくしてアニーと恋仲に発展し、同棲生活を始めている。
ザ・キャッチは後にバンドメンバーを揃え、1979年にはザ・ツーリスツへと改名。メジャーデビューを果たしヒット曲も生まれたが、1980年12月にツアー先のオーストラリアにてピートと対立を起こしバンドが分裂。レノックスと共にユーリズミックスを結成。この時に創作活動のため、レノックスとの男女関係を解消した。
1984年のワールドツアー終了後にはロンドン郊外クラウチ・エンドにある古い教会を買い取り、チャーチと名付けたスタジオに改装した。
1987年に、当時バナナラマのメンバーだったシヴォーン・ファーイと結婚。馴れ初めは1983年にリリースしたユーリズミックスの「フーズ・ザット・ガール?」のPVにシヴォーンがゲスト出演したことがきっかけ。彼女との間に2人の子供をもうけるが、1996年に離婚した。2001年にはオランダ人の写真家と再婚し、2人の娘をもうけている。
ユーリズミックスでの成功後はラモーンズ、フィアガール・シャーキー、トム・ペティ&ザ・ハートブレイカーズ、ジョン・ボン・ジョヴィ、t.A.T.u.、スティーヴィー・ニックスなど他アーティストのプロデュースや映画音楽の制作なども手がけている。またダリル・ホール、ミック・ジャガー、ボブ・ディラン、リンゴ・スター、ブライアン・フェリー、キャンディ・ダルファー、マルコム・マクラーレン、ケイティ・ペリーをはじめ、様々なアーティストとのコラボレーションも行っている。
2004年にはサンタナ、ジュエル、ノー・ダウトのグウェン・ステファニー、ブリトニー・スピアーズなどへの楽曲提供で知られる女性アーティスト、カーラ・ディオガルディとプラチナム・ウィアードを結成。これは前述した同名バンドの新生版であり、当時の音源をリアレンジしたアルバム『Make Believe』もリリースしている（国内盤はリリースされていない）。
2011年9月、ローリング・ストーンズのミック・ジャガー、ジョス・ストーン、ダミアン・マーリー、A・R・ラフマーンの5人から成るスーパーグループ「スーパーヘヴィ」を結成した。バンド結成の発端は、デイヴがジャマイカの自宅にミックを招いたことから。その時の会話から新しい音楽のアイデアが芽生え、以後18ヶ月に及ぶ断続的なレコーディング作業が秘密裏に行われ、デビューに至ったという。ミックとデイヴは映画『殺したい女』の主題歌「Ruthless People」やミックのソロ・アルバム『プリミティヴ・クール』でのコラボレーションなど、以前から交流があった。

## ディスコグラフィ

### スタジオ・アルバム
- Lily Was Here (1989年) ※David A. Stewart (featuring Candy Dulfer)名義。映画サウンドトラック。
- 『デイブ・スチュワート・アンド・ザ・スピリチュアル・カウボーイズ 』 - Dave Stewart and the Spiritual Cowboys (1990年) ※Dave Stewart and the Spiritual Cowboys名義
- 『オネスト』 - Honest (1991年) ※Dave Stewart and the Spiritual Cowboys名義
- 『グリーティングス・フロム・ザ・ガター』 - Greetings from the Gutter (1994年)
- 『スライ・ファイ』 - Sly-Fi (1998年)
- The Dave Stewart Songbook Vol. 1 (2008年) ※Dave Stewart & His Rock Fabulous Orchestra名義
- The Blackbird Diaries (2011年)
- The Ringmaster General (2012年)
- Lucky Numbers (2013年)
- 『ナッシュビル・セッションズ - ザ・デュエッツ Vol.1』 - Nashville Sessions The Duets Vol.1 (2017年)